# Susanne Grote
Susanne Grote (* 21. Mai 1969 in Neustadt am Rübenberge) ist eine deutsche Politikerin. Von 2004 bis 2008 war sie Mitglied des Niedersächsischen Landtags.

## Ausbildung und Beruf
Nach dem Abitur 1988 studierte Grote Volkswirtschaftslehre und Sozialökonomie in Göttingen und Kiel. 1993 brach sie das Studium ab und absolvierte eine Ausbildung zur Diplomverwaltungswirtin. Seit 1997 war sie bis zu ihrer Wahl in den Landtag bei der Stadt Seelze tätig. Berufsbegleitend machte sie von 1997 bis 2000 ein Abendstudium zur Diplombetriebswirtin. 

## Politik
Seit 2001 gehört Grote dem Rat der Stadt Neustadt am Rübenberge für die SPD an und ist dort seit März 2006 stellvertretende Bürgermeisterin. Im Jahr 2004 rückte sie für den verstorbenen Günter Schlüterbusch in den Niedersächsischen Landtag nach, dem sie bis 2008 angehörte. Bei der Landtagswahl 2008 kandidierte sie als Direktkandidatin im Wahlkreis Neustadt/Wunstorf.